# Domitius culsu
Espèce
Domitius culsu est une espèce d'araignées aranéomorphes de la famille des Nesticidae.

## Distribution
Cette espèce est endémique de Toscane en Italie,. Elle se rencontre à Coreglia Antelminelli dans la grotte Tana delle Fate di Coreglia Antelminelli.

## Description
Le mâle holotype mesure 4,19 mm et les femelles de 3,65 à 5,27 mm.

## Étymologie
Cette espèce est nommée en référence à Culsu.

## Publication originale
- Ballarin, 2020 : Domitius culsu sp. nov. (Araneae, Nesticidae), a new troglobiont spider from Italy with notes on Italian nesticids of the genus Domitius Ribera, 2018. Journal of Cave and Karst Studies, vol. 82, no 2, p. 82-94.